# باشگاه فوتبال پرسپولیس در فصل ۸۳–۱۳۸۲
فصل ۸۳–۱۳۸۲، سومین حضور باشگاه پرسپولیس در لیگ برتر ایران است. این تیم در این فصل در لیگ برتر فوتبال ایران ۸۳–۱۳۸۲، جام حذفی فوتبال ایران ۸۳–۱۳۸۲ شرکت کرد.

## کادر فنی
| پست    | نام             |
| ------ | --------------- |
| سرمربی | وینکو بگوویچ    |
| مربی   | فریدون معینی    |
| دکتر   | دکتر فرید زرینه |
| سرپرست | ابراهیم آشتیانی |

## بازیکنان
| دروازه‌بان |       |                |                    |             |
| شماره     | ملیت  | نام            | تیم قبلی           | توضیحات     |
| ۱         | ایران | ساشا ایلیچ     | دینامو سن پترزبورگ |             |
| ۳۰        | ایران | فرشید کریمی    | نفت تهران          |             |
| ۲۲        | ایران | محمد محمدی     | برق شیراز          |             |
| مدافع     |       |                |                    |             |
| ۱۹        | ایران | پژمان جمشیدی   | سایپا              |             |
| ۲۷        | ایران | اردلان آشتیانی | آکادمی             |             |
| ۵         | ایران | افشین پیروانی  | بانک تجارت         | کاپیتان اول |
| ۳۱        | ایران | شیث رضایی      | سایپا              |             |
| ۴         | ایران | یحیی گل‌محمدی   | فولاد خوزستان      |             |
| ۲         | ایران | محمد برزگر     | فجر سپاسی          |             |
| ۱۵        | ایران | مجتبی شیری     | برق شیراز          |             |
| ۱۱        | ایران | مهرداد میناوند | الشباب امارات      |             |
| ۳         | ایران | حسن خان‌محمدی   | بهمن               |             |
| ۲۰        | ایران | یونس باهنر     | تراکتور            |             |
| هافبک     |       |                |                    |             |
| ۲۱        | ایران | ابراهیم اسدی   | آکادمی             |             |
| ۶         | ایران | کریم باقری     | السد               |             |
| ۲۵        | ایران | حمید استیلی    | بهمن               | کاپیتان سوم |
| ۱۴        | ایران | رضا جباری      | بهمن               |             |
| ۲۸        | ایران | احسان خرسندی   | آکادمی             |             |
| ۱۲        | ایران | عارف محمدوند   | ذوب‌آهن             |             |
| ۲۳        | ایران | علیرضا امامی‌فر | رویال شارلوا       |             |
| ۸         | ایران | حامد کاویانپور | الوصل              |             |
| مهاجم     |       |                |                    |             |
| ۱۳        | مالی  | عیسی ترائوره   | پیونیک             |             |
| ۱۷        | ایران | سهراب انتظاری  | شموشک              |             |
| ۳۳        | ایران | مهرداد اولادی  | پرسپولیس قائمشهر   |             |
| ۲۴        | ایران | علی سلمانی     | برق شیراز          |             |
| ۱۸        | ایران | مقداد قباخلو   | تیم پایه           |             |
| ۳۲        | ایران | بهنام افشه     | آکادمی             |             |
| ۹         | ایران | جواد کاظمیان   | سایپا              |             |
| ۱۰        | ایران | علی دایی       | الشباب             | کاپیتان دوم |

## نقل و انتقالات

### ورودی
| ورودی |           |                |    |                     |      |
| ۱     | دروازه‌بان | ساشا ایلیچ     | ۳۳ | دینامو سنت پترزبورگ | دائم |
| ۳۹    | مدافع     | علی نیکخو      | ۲۵ | ابومسلم             | دائم |
| ۸     | هافبک     | حامد کاویانپور | ۲۳ | الوصل               | دائم |
| ۲۳    | هافبک     | علیرضا امامی‌فر | ۲۹ | رویال شارلوا        | دائم |
| ۹     | مهاجم     | جواد کاظمیان   | ۲۲ | سایپا               | دائم |
| ۱۳    | مهاجم     | عیسی ترائوره   | ۲۳ | پیونیک              | دائم |
| ۱۰    | مهاجم     | علی دایی       | ۳۳ | الشباب              | دائم |
| ۶۳    | مدافع     | شیث رضایی      | ۱۹ | سایپا               | دائم |
| ۲۶    | مهاجم     | مهرداد اولادی  | ۱۸ | پرسپولیس قائمشهر    | دائم |
| ۲     | مهاجم     | مقداد قباخلو   | ۱۸ | تیم پایه            | دائم |
| ۷۶    | هافبک     | بهنام افشه     | ۲۱ | تیم پایه            | دائم |

### خروجی
| شماره | پست       | نام                | سن | به تیم               | نوع انتقال |
| ----- | --------- | ------------------ | -- | -------------------- | ---------- |
| خروجی |           |                    |    |                      |            |
| ۱     | دروازه‌بان | داوود فنایی        | ۲۸ | سرخپوشان دلوار افزار | دائم       |
| ۲۰    | مدافع     | بهروز رهبری‌فرد     | ۳۱ | پاس تهران            | دائم       |
| ۱۸    | مهاجم     | بهنام ابوالقاسم‌پور | ۲۸ | پاس تهران            | دائم       |
| ۱۹    | مهاجم     | پایان رأفت         | ۲۴ | صباباتری             | دائم       |
| ۱۶    | مدافع     | رضا شاهرودی        | ۲۸ | پاسارگاد             | دائم       |
| ۲۴    | مهاجم     | علی لشگری          | ۲۴ | سایپا                | دائم       |
| ۸     | مدافع     | علی انصاریان       | ۲۶ | سایپا                | دائم       |
| ۹     | هافبک     | مهدی تارتار        | ۲۸ | ابومسلم              | دائم       |
| ۲۶    | هافبک     | هادی مهدوی‌کیا      | ۲۴ | نامشخص               | دائم       |
| ۱۱    | مهاجم     | امیرحسین اصلانیان  | ۲۴ | نامشخص               | دائم       |
| ۱۲    | دروازه‌بان | کریستوفر ره        | ۲۵ | بیشاپس استورتفورد    | دائم       |

## رقابت‌ها

### بررسی مسابقات
منبع: رقابت‌ها

### جدول لیگ
| رتبه | تیم           | بازی | برد | مساوی | باخت | گل زده | گل خورده | گل تفاضل | امتیاز | صعود یا سقوط                                |
| ---- | ------------- | ---- | --- | ----- | ---- | ------ | -------- | -------- | ------ | ------------------------------------------- |
| ۱    | پاس           | ۲۶   | ۱۵  | ۸     | ۳    | ۴۸     | ۲۹       | ۱۹+      | ۵۳     | صعود به مرحله گروهی لیگ قهرمانان آسیا ۲۰۰۵  |
| ۲    | استقلال       | ۲۶   | ۱۴  | ۹     | ۳    | ۴۶     | ۳۱       | ۱۵+      | ۵۱     |                                             |
| ۳    | فولاد         | ۲۶   | ۱۳  | ۸     | ۵    | ۳۷     | ۲۲       | ۱۵+      | ۴۷     |                                             |
| ۴    | ذوب‌آهن        | ۲۶   | ۱۱  | ۷     | ۸    | ۳۲     | ۲۵       | ۷+       | ۴۰     |                                             |
| ۵    | پرسپولیس      | ۲۶   | ۱۰  | ۹     | ۷    | ۴۲     | ۲۸       | ۱۴+      | ۳۹     |                                             |
| ۶    | سپاهان        | ۲۶   | ۱۱  | ۶     | ۹    | ۴۷     | ۳۶       | ۱۱+      | ۳۹     | صعود به مرحله گروهی لیگ قهرمانان آسیا ۲۰۰۵۱ |
| ۷    | پیکان         | ۲۶   | ۸   | ۸     | ۱۰   | ۲۴     | ۲۶       | ۲−       | ۳۲     |                                             |
| ۸    | استقلال اهواز | ۲۶   | ۷   | ۱۰    | ۹    | ۳۵     | ۴۳       | ۸−       | ۳۱     |                                             |
| ۹    | پگاه          | ۲۶   | ۸   | ۶     | ۱۲   | ۲۷     | ۴۲       | ۱۵−      | ۳۰     |                                             |
| ۱۰   | ابومسلم       | ۲۶   | ۶   | ۱۱    | ۹    | ۲۵     | ۲۶       | ۱−       | ۲۹     |                                             |
| ۱۱   | فجر سپاسی     | ۲۶   | ۶   | ۱۱    | ۹    | ۲۷     | ۳۵       | ۸−       | ۲۹     |                                             |
| ۱۲   | برق شیراز     | ۲۶   | ۵   | ۹     | ۱۲   | ۲۷     | ۴۷       | ۲۰−      | ۲۴     |                                             |
| ۱۳   | سایپا         | ۲۶   | ۳   | ۱۲    | ۱۱   | ۲۳     | ۳۶       | ۱۳−      | ۲۱     | سقوط به لیگ آزادگان ۸۴–۱۳۸۳                 |
| ۱۴   | شموشک         | ۲۶   | ۴   | ۸     | ۱۴   | ۱۹     | ۳۳       | ۱۴−      | ۲۰     | سقوط به لیگ آزادگان ۸۴–۱۳۸۳                 |

### بازی‌ها
برد
      مساوی
      باخت
| ۷ شهریور ۸۲ ۱ | پرسپولیس                                                                              | ۸ – ۲ | پگاه گیلان                                        | تهران                                                  |
| ۱۷:۳۰         | علی سلمانی ۱۶' علی دایی ۳۸' ۷۰' (پ) ۸۷' ۹۰+۳' افشین پیروانی ۵۷' جواد کاظمیان ۶۷'، ۷۹' | گزارش | فلیکس خوجویان ۱۹' پژمان نوری ۶۸' علی عشوری‌زاد '۷۰ | ورزشگاه: آزادی تماشاگران: ۴۰٬۰۰۰ داور: خداداد افشاریان |

| ۱۷ شهریور ۸۲ ۲ | ابومسلم | ۰ – ۱ | پرسپولیس     | مشهد                                                       |
| ۱۷:۰۰          |         | گزارش | رضا جباری ۹' | ورزشگاه: تختی مشهد تماشاگران: ۲۰٬۰۰۰ داور: رحیم رحیمی مقدم |

| ۲۲ شهریور ۸۲ ۳ | پرسپولیس                                                       | ۵ – ۲ | فجر سپاسی                             | تهران                                             |
| ۱۹:۰۰          | رضا جباری ۳۱' علی دایی ۶۶' ۶۹' جواد کاظمیان ۸۲' کریم باقری ۹۰' | گزارش | احسان شیرمردی ۲۷' · مهرزاد معدنچی ۸۷' | ورزشگاه: آزادی تماشاگران: ۱۵٬۰۰۰ داور: جلال مرادی |

| ۲۷ شهریور ۸۲ ۴ | پیکان                                       | ۲ – ۱ | پرسپولیس           | تهران                                            |
| ۱۶:۳۰          | محمدعلی ابراهیمیان ۴۱' · بهمن طهماسبی ۴۵+۲' | گزارش | کریم باقری ۶۲' (پ) | ورزشگاه: آزادی تماشاگران: ۵۵٬۰۰۰ داور: علی خسروی |

| ۸ مهر ۸۲ ۵ | پرسپولیس                                                           | ۳ – ۳ | سپاهان                                     | تهران                            |
| ۱۷:۳۰      | رضا جباری ۲۳' · علی سلمانی ۵۲' · عیسی ترائوره ۷۳' · یونس باهنر '۷۵ | گزارش | اصغر طالب‌نسب ۳۷' · ادموند بزیک ۴۰' (پ) ۴۸' | ورزشگاه: آزادی داور: مسعود مرادی |

| ۱۴ مهر ۸۲ ۶ | استقلال اهواز     | ۱ – ۱ | پرسپولیس         | اهواز                                     |
|             | داوود حقی ۳۵' (پ) | گزارش | جواد کاظمیان ۷۰' | ورزشگاه: تختی اهواز داور: رحیم رحیمی مقدم |

| ۲۵ مهر ۸۲ ۷ | پرسپولیس         | ۱ – ۲ | استقلال تهران                 | تهران                             |
|             | عیسی ترائوره ۷۰' |       | علی سامره ۹' · محمود فکری ۵۶' | ورزشگاه: آزادی تماشاگران: ۱۰۰٬۰۰۰ |

| ۱۱ آبان ۸۲ ۸ | پاس تهران                                                 | ۲ – ۱ | پرسپولیس                              | تهران                                              |
| ۱۹:۳۰        | عباس آقایی ۸۰' · بهروز رهبری‌فرد ۸۵' (پ) · جواد نکونام '۶۵ |       | علی دایی ۹۰+۲' (پ) · عارف محمدوند '۶۵ | ورزشگاه: آزادی تماشاگران: ۴۰٬۰۰۰ داور: مسعود مرادی |

| ۱۶ آبان ۸۲ ۹ | پرسپولیس                                                      | ۴ – ۰ | برق شیراز | تهران                          |
| ۱۹:۳۰        | سهراب انتظاری ۱۵' ۷۲' · علی دایی ۵۱' ۵۸' (پ) پژمان جمشیدی '۸۷ | گزارش |           | ورزشگاه: آزادی داور: محسن ترکی |

| ۲ آذر ۸۲ ۱۰ | شموشک                              | ۰ – ۱ | پرسپولیس                                                                         | نوشهر                                       |
| ۱۴:۳۰       | رضا عقابی محسن بنگر مهران قاسمی‌پور |       | علی دایی ۶۷' مهرداد میناوند حامد کاویانپور یحیی گل‌محمدی جواد کاظمیان حمید استیلی | ورزشگاه: شهدای نوشهر داور: فریدون اصفهانیان |

| ۹ آذر ۸۲ ۱۱ | پرسپولیس                         | ۲ – ۰ | سایپا | تهران                             |
| ۱۶:۱۵       | سهراب انتظاری ۱۵' · علی دایی ۳۹' | گزارش |       | ورزشگاه: آزادی داور: هدایت ممبینی |

| ۱۶ آذر ۸۲ ۱۲ | ذوب آهن            | ۱ – ۰ | پرسپولیس | اصفهان                              |
| ۱۴:۰۰        | ابراهیم تقی‌پور ۲۷' | گزارش |          | ورزشگاه: فولادشهر داور: مسعود مرادی |

| ۲۱ آذر ۸۲ ۱۳ | پرسپولیس     | ۱ – ۰ | فولاد خوزستان | تهران                                               |
| ۱۶:۱۵        | علی دایی ۶۷' | گزارش |               | ورزشگاه: آزادی تماشاگران: ۱۵٬۰۰۰ داور: محسن قهرمانی |

| ۲۷ آذر ۸۲ ۱۴ | پگاه گیلان                                                   | ۰ – ۰ | پرسپولیس   | رشت                                                |
| ۱۴:۰۰        | سیروس دین‌محمدی '۲۶ مرتضی ابراهیمی فرید یعقوب‌نیا رامیز محمدوف |       | یونس باهنر | ورزشگاه: عضدی تماشاگران: ۲۰٬۰۰۰ داور: هدایت ممبینی |

| ۵ دی ۸۲ ۱۵ | پرسپولیس | ۰ – ۰ | ابومسلم | تهران                                                  |
| ۱۶:۳۰      |          | گزارش |         | ورزشگاه: آزادی تماشاگران: ۳۰٬۰۰۰ داور: خداداد افشاریان |

| ۱۶ دی ۸۲ ۱۶ | فجر سپاسی      | ۱ – ۱ | پرسپولیس                    | شیراز                             |
| ۱۴:۳۰       | وحید مرادی ۴۶' |       | علی سلمانی ۱۹' · کریم باقری | ورزشگاه: حافظیه داور: مسعود مرادی |

| ۲۲ دی ۸۲ ۱۷ | پرسپولیس | ۰ – ۰ | پیکان | تهران                             |
| ۱۶:۳۰       |          | گزارش |       | ورزشگاه: آزادی داور: محسن قهرمانی |

| ۲۶ دی ۸۲ ۱۸ | سپاهان          | ۱ – ۲ | پرسپولیس                             | اصفهان                                              |
| ۱۴:۳۰       | محمود کریمی ۴۶' | گزارش | افشین پیروانی ۵۴' · پژمان جمشیدی ۸۹' | ورزشگاه: نقش جهان تماشاگران: ۲۵٬۰۰۰ داور: علی خسروی |

| ۲ بهمن ۸۲ ۱۹ | پرسپولیس | ۰ – ۰ | استقلال اهواز | تهران                                                 |
| ۱۶:۴۵        |          | گزارش |               | ورزشگاه: آزادی تماشاگران: ۱۵٬۰۰۰ داور: رحیم رحیمی‌مقدم |

| ۱۳ بهمن ۸۲ ۲۰ | استقلال تهران                        | ۱ – ۱ | پرسپولیس                                                               | تهران                                              |
| ۱۵:۰۰         | داوود سیدعباسی ۳' علیرضا واحدی‌نیکبخت | گزارش | حامد کاویانپور ۱۹' پژمان جمشیدی یونس باهنر حسن خان‌محمدی حامد کاویانپور | ورزشگاه: آزادی تماشاگران: ۹۰٬۰۰۰ داور: مصطفی چولجو |

| ۷ اسفند ۸۲ ۲۱ | پرسپولیس                                                                | ۳ – ۴ | پاس تهران                                          | تهران                          |
| ۱۷:۱۵         | هادی شکوری ۷۰' (گل‌به‌خودی) عیسی ترائوره ۸۲' علی دایی ۸۴' حمید استیلی '۳۵ | گزارش | جواد نکونام ۳' ۶۷' آرش برهانی ۵۹' خداداد عزیزی ۸۷' | ورزشگاه: آزادی داور: علی خسروی |

| ۱۹ اسفند ۸۲ ۲۲ | برق شیراز | ۰ – ۰ | پرسپولیس | شیراز                           |
| ۱۵:۳۰          |           | گزارش |          | ورزشگاه: حافظیه داور: محسن ترکی |

| ۱۶ فروردین ۸۳ ۲۳ | پرسپولیس             | ۲ – ۱ | شموشک          | تهران                              |
|                  | علی دایی ۲۷' (پ) ۸۷' | گزارش | اکبر شوکتی ۲۹' | ورزشگاه: آزادی داور: فرج‌الله یثربی |

| ۲۱ فروردین ۸۳ ۲۴ | سایپا                                 | ۳ – ۲ | پرسپولیس                                         | تهران                           |
|                  | ابراهیم صادقی ۲۱' ۴۳' · علی کریمی ۸۳' |       | علی دایی ۳۶' · کریم باقری ۸۷' (پ) · علی دایی '۸۳ | ورزشگاه: آزادی داور: جلال مرادی |

| ۶ اردیبهشت ۸۳ ۲۵ | پرسپولیس                                              | ۲ – ۱ | ذوب آهن                                      | تهران                                                |
|                  | کریم باقری '۲۲ حسن خان‌محمدی ۴۵+۳' سهراب انتظاری ۶۲' · | گزارش | مهدی رجب‌زاده ۱۶' (پ) · آرمناک پطروسیان '۲۱ · | ورزشگاه: آزادی تماشاگران: ۲٬۰۰۰ داور: رحیم رحیمی‌مقدم |

| ۱۴ اردیبهشت ۸۳ ۲۶ | فولاد         | ۱ – ۰ | پرسپولیس | اهواز                                                |
| ۱۷:۳۰             | علی موسوی ۶۵' |       |          | ورزشگاه: تختی اهواز تماشاگران: ۱۰۰۰۰ داور: محسن ترکی |

پرسپولیس در مجموع این بازی‌ها، با ۱۰ برد، ۹ مساوی و ۷ باخت، در رده پنجم قرار گرفت.

### جام حذفی
برد
      مساوی
      باخت
| ۳۰ فروردین ۸۳ ۱/۱۶ | پرسپولیس                                                 | ۳ – ۰ | پیام پیکان خراسان | تهران          |
|                    | علی دایی ۲' یحیی گل‌محمدی ۱۵' علی سلمانی ۷۰' یحیی گل‌محمدی |       |                   | ورزشگاه: آزادی |

| ۲۳ اردیبهشت ۸۳ ۱/۱۶ | پیام پیکان خراسان            | ۳ – ۲ | پرسپولیس                     | مشهد               |
|                     | روح‌الله بیگدلی · هادی برگی‌زر |       | جواد کاظمیان · سهراب انتظاری | ورزشگاه: تختی مشهد |

پرسپولیس در مجموع ۵–۳ برنده شد.
پرسپولیس در مجموع ۲–۴ از استقلال اهواز باخت و حذف شد.

## آمار

### گلزنان
| شماره      | ملیت       | نام            | لیگ برتر | جام حذفی | مجموع |
| ---------- | ---------- | -------------- | -------- | -------- | ----- |
| ۱۰         | ایران      | علی دایی       | ۱۶       | ۱        | ۱۷    |
| ۹          | ایران      | جواد کاظمیان   | ۴        | ۲        | ۶     |
| ۱۷         | ایران      | سهراب انتظاری  | ۴        | ۱        | ۵     |
| ۲۴         | ایران      | علی سلمانی     | ۳        | ۱        | ۴     |
| ۶          | ایران      | کریم باقری     | ۳        | ۰        | ۳     |
| ۱۳         | مالی       | عیسی ترائوره   | ۳        | ۰        | ۳     |
| ۱۴         | ایران      | رضا جباری      | ۳        | ۰        | ۳     |
| ۵          | ایران      | افشین پیروانی  | ۲        | ۰        | ۲     |
| ۳          | ایران      | حسن خان‌محمدی   | ۱        | ۰        | ۱     |
| ۴          | ایران      | یحیی گل‌محمدی   | ۰        | ۱        | ۱     |
| ۸          | ایران      | حامد کاویانپور | ۱        | ۰        | ۱     |
| ۱۹         | ایران      | پژمان جمشیدی   | ۱        | ۰        | ۱     |
| ۱۸         | ایران      | مقداد قباخلو   | ۰        | ۱        | ۱     |
| گل به خودی | گل به خودی | گل به خودی     | ۱        | ۰        | ۱     |
| مجموع      | مجموع      | مجموع          | ۴۲       | ۷        | ۴۹    |

- علی دایی با ۱۶ گل در لیگ برتر، آقای گل این فصل لیگ شد.